# 鈴木友里絵
鈴木 友里絵（すずき ゆりえ、1993年2月12日 - ）は、日本のシンガーソングライター。
東京都出身。レコード会社や芸能事務所に所属しないフリーランスとして活動している。

## 略歴
青山学院中等部・高等部、青山学院大学経営学部卒業。
中学2年生のころ、中学校の送別会でKiroroの「未来へ」を歌ったことを機に、歌手を志す。
2012年、ワタナベエンターテイメントカレッジシンガーソングライターコースに特待生として入学、大学とダブルスクールで1年間通学する。同年7月、初の弾き語りライブを行い、音楽活動を開始。
2013年3月よりコナミアミューズメントの音楽ゲームへ楽曲提供を行う。同年10月6日、初のワンマンライブ『鈴木友里絵のすーパーティー!!!』を渋谷cafe doceにて開催。同年10月29日、Zepp Tokyoにて開催された『天下一音楽会』でスポンサー賞を受賞。
鈴木の路上ライブを関係者が観ていたことがきっかけで2014年、マックハウスのオリジナルブランド「Navy Store」のウェブCMに出演、CMソングに「セカイイチ」が起用される。同年9月、ヤマハ主催のコンテスト『The 8th Music Revolution 宮地楽器大会 Summer Reg U23 Band Side』でグランプリを受賞し、『The 8th Music Revolution』セミファイナルに進出。同年12月、NOTTV『MUSIC にゅっと。』のオーディション企画「ココでミラクル!」にて審査員特別賞を受賞。
2015年3月16日にYouTuberの水溜りボンドが公開した動画の企画で、楽曲「チャンネル登録してねの唄」を製作。同年10月2日、全国流通のスプリットアルバム『True Colors Album vol.2』がBig Bear Rich Recordsより発売。
2016年、全国47都道府県でツアー『paletteツアー〜47色の笑顔に会いに行く〜』を開催。同年12月16日、mona records主催のコンテスト『モナレコ女子!2016』にて準グランプリを受賞。
2018年8月13日、三国ヶ丘FUZZ主催『MIKROCK'18オーディションライブ』で優勝し、同年10月、『MIKROCK'18』に出演。
2019年2月12日、ワンマンライブとしては自身最大のキャパシティーとなる渋谷CLUB QUATTROにて、『鈴木友里絵ワンマンショー ON STAGE!』を開催。同年3月、テレビ朝日系列『musicる TV』の音楽作家発掘企画「トップライナーをさがせ!」にて最終候補者に選出。
2022年3月4日、『J-WAVE TOKYO GUITAR JAMBOREE 2022 supported by 奥村組』のオーディション企画で最終審査に進出し、両国国技館にて開催された『SONAR MUSIC Road to RYOGOKU supported by REALIVE360』に出演。

## 人物
- ニックネームは、「すーちゃん」、「すーさん」、「女帝」[19]。高校時代は、輪郭が似てるという理由で「しゃもじ」と呼ばれていた[19]。パーマをあてたら前髪が似てるという理由で「キャベツ」と呼ばれていたこともある[19]。
- 家族構成は、父、母、妹[19]。妹は舞台女優のさなえまんで、鈴木のライブやMVに度々出演している[3]。
- モカという名前のマルチーズを飼っており、モカの口のニオイを嗅ぐのが好きだという[19]。
- 趣味は、イラストを描くこと[19]。
- 好きなものは、米、肉、イクラ、マグロ、バーベキュー、ガトーショコラ、パンケーキ、アイスクリーム、ハンバーグ[19]。
- ホヤが苦手[19]。
- 中学校では放送部、バドミントン部、演劇同好会に所属[19]。バドミントン部では3年間ずっと部内最弱だった[19]。高校ではハンドボール部、茶道部に所属し、ハンドボール部ではマネージャーを務めていた[19]。大学では軽音楽部に所属する傍ら、自ら立ち上げたサークル「総合舞台芸術愛好会」で代表・役者・音楽監督・作曲をしていた[4]。

## エピソード
- 「強くなれなくても」（アルバム『セカイイチ』収録）は、当初相田みつをの同名タイトルの詩を引用した「にんげんだもの」というタイトルで歌われていたが、CD化にあたって相田一人らと話し合い、タイトルを変更することとなった[4]。しかしこの出来事がきっかけで、相田みつを美術館が鈴木を誘い、2013年から4年間同美術館でライブを行うようになる[4]。
- 大学時代、授業の単位を取得できず留年をした[20]。留年が決まり、両親から怒られて3日間家出をした時に書いた曲が「ねぇ、ママ」（アルバム『セカイイチ』収録）である[20]。
- 頻繁に早朝配信をするが、二度寝をしてそのまま落ちてしまうこともある[19]。
- 中学時代に腹膜炎を発症。手術までおよそ1か月食事を取ることができなかった[19]。
- バス・電車を乗り過ごす事が多い[19]。

## 作品

### シングル
- しおがまのうた（MANPUKU-004）
- Love Letter（MANPUKU-005）
- あなたのせいで、（2018年7月7日、MANPUKU-006）

### コラボレーションシングル
- すーとむかえぽんの紅白歌合戦!?特別CD vol.1『君も!/ポケット』 - 向江陽子とのコラボレーション
- すーとむかえぽんの紅白歌合戦!?特別CD vol.2『ドリームライダー/tokyo city night』 - 向江陽子とのコラボレーション

### 配信限定シングル
- 「チャンネル登録してねの唄」(ショートver.)（2016年）
- MEMORY（2021年1月20日）[21]

### アルバム
- NATURAL
- セカイイチ（2013年10月6日、MANPUKU-001）
- TOMORROW（2014年11月19日、MANPUKU-002）
- palette（2016年7月20日、MANPUKU-003）

### 未音源化楽曲
- さわりたい（2020年9月4日） - 東京都生活文化局「アートにエールを!東京プロジェクト」参加作品[22]

### 参加楽曲
- ウチコミ!ラジオCM CMソング（2018年）[23]
- Nassy Island「ブルーモーメント feat.鈴木友里絵」（2020年8月26日）

### 楽曲提供

#### ゲームソング
- GITADORA
  - 「君と同じ季節の下」（作詞・作曲・歌唱）
  - 「ぐっばい my crybaby」（作詞・作曲・歌唱）
  - 「COLORS」（作詞・作曲・歌唱）
- jubeat
  - 「ヒーロー」（作詞・作曲・歌唱）

#### ラジオ
- Idobata Now（レインボータウンFM）オープニングジングル

## タイアップ
| 楽曲                     | タイアップ                                 |
| ------------------------ | ------------------------------------------ |
| セカイイチ               | マックハウス Navy Store Web CM             |
| セカイイチ               | 銀座カラー 美肌潤美フェイスパック 動画     |
| チャンネル登録してねの唄 | 水溜りボンド公式YouTubeチャンネル EDテーマ |
| Love Letter              | バスタInc.「ブックショップ」イメージソング |

## ライブ・イベント

### ワンマンライブ
- 鈴木友里絵のすーパーティー!!!（2013年10月6日、渋谷cafe doce）
- -鈴木友里絵レコ発ワンマンライブ-すーぱーてぃー2014（2014年11月19日、恵比寿天窓.switch）[24]
- すーぱーてぃ 来チャイナよ!（2015年6月20日、井荻チャイナスクエア）[25]
- すーぱーてぃー!!〜大阪編〜（2015年11月28日、京橋セブンデイズ）[26]
- 鈴木友里絵 卒業ワンマンライブ『すーぱーてぃー!!〜卒業(仮)ワンマン〜』（2016年3月21日、渋谷TAKE OFF 7）[27]
- paletteツアー〜47色の笑顔に会いに行く〜（2016年7月 - 10月）
- paletteツアー〜47色の笑顔に会いに行く〜 ツアーファイナル（2016年12月2日、渋谷GUILTY）[28]
- すーのお誕生日会〜民よ、祝いたまへ!〜（2017年2月12日、原宿ストロボカフェ）[29]
- 鈴木友里絵 東名阪ワンマンツアー『すーの!!バースデーワンマンショー 〜東名阪で会いましょう〜』（2018年2月10日 - 12日、3都市3公演）[30]
- 鈴木友里絵ワンマンショー『この青の向こうに』（2018年7月7日・8月6日、someno kyoto・渋谷TAKE OFF 7）[31]
- 鈴木友里絵ワンマンショー『ON STAGE!』（2019年2月12日、渋谷CLUB QUATTRO）
- すーの!バースデーワンマン!〜実は初の弾き語りワンマンです!〜（2020年2月12日、北参道ストロボカフェ）[32]
- すーの!夜の終わりの2daysワンマンスペシャル（2020年9月21日・22日、shibuya gee-ge.[注 1]・恵比寿天窓.switch）[33]
- 鈴木友里絵ワンマンショー配信版 『じゃあね。ぐっばい!2020年!』（2020年12月30日）※配信ライブ
- すーの!関西へ届け!リモートワンマン!（2021年1月24日）※配信ライブ
- すーの!バースデーワンマン!〜今年もやります生誕祭〜（2021年2月21日、ニュー風知空知）※配信ライブ
- someno kyoto presents 〜4th Anniversary〜『すーの！ソメノの中心で、愛を叫ぶ！ワンマン！』（2021年10月24日、someno kyoto）
- すーの!2022年新春あけおめ歌い初めワンマン!〜今年でなんと活動10周年です〜（2022年1月3日、FJ's）
- 鈴木友里絵ワンマンショー『私が、歌う理由』（2022年2月12日、440(four forty)）

### 自主企画ライブ
- すーの恩返し（2016年2月28日、3都市3公演） - w/THE POO/磯貝マナト/みのべありさ/コバケン/高田梢枝/藤森愛/渡辺恵梨花
- 鈴木友里絵企画『セカイいちの金曜日』（2016年2月12日 - 2016年8月12日、4公演、尼崎ブラントン） - w/さぁさ/杉野明日香/陽香/市川順平/神崎克広/川崎レオン/佐野仁美/片山新介/みのべありさ/藤田悠也/小林未奈
- 鈴木友里絵Presents『名古屋へすーさんぽ』vol.1（2016年7月4日、鶴舞Perch） - w/RIO/梶有紀子/藤森愛
- paletteツアー総集編〜旅を共にした仲間達♡〜（2016年11月12日・13日、学芸大学メイプルハウス） - w/ちゃるけん/小林未奈/ささきちか/金木和也/ねぎぼうず/森ゆめな/渡辺恵梨花/有華/森ちひろ/みのべありさ/神戸あかり/上田雄大/さとう麻衣
- 鈴木友里絵presents『寿司食いねぇ!!スリーマン』（2017年5月12日、南堀江knave） - w/カヨコ/林青空
- 鈴木友里絵presents!!『レディ!!』（2017年12月12日、北参道ストロボカフェ） - w/あーた/ちさ/RIRIKO
- 鈴木友里絵の!ワンマン応援自主企画!!大好きな人たちパワーをください!!（2018年5月24日、北参道ストロボカフェ・2018年6月28日、shibuya gee-ge.） - w/RIRIKO/caho/R!N/LUNO/sae/CHiKA/晴田悠加
- 鈴木友里絵ワンマン応援企画『OVERTUNE』（2018年8月26日 - 2019年2月7日、8都市8公演） - w/ヒナタとアシュリー/GOOD BYE APRIL/丸本莉子/ななみ/川嶋志乃舞/杉恵ゆりか/にゃんぞぬデシ/立花綾香/Foi/植田真衣/RIRIKO
- 鈴木友里絵Lab.vol.1（2020年3月24日、風知空知） - w/中島"nassy"寛太
- 鈴木友里絵企画『天窓Loverガールズ!!!〜ずっと私のそばにいて〜』（2020年10月23日、恵比寿天窓.switch） - w/森ゆめな/倉沢よしえ

### イベント
- NOTTV「MUSIC にゅっと。」presents<にゅっと。Night -vol.1->（2015年2月14日、shibuya gee-ge.）[11]
- EDP presents BEMANI ROCK FES '16（2016年7月10日、ステラボール）[34][35][36]
- SONAR MUSIC Road to RYOGOKU supported by REALIVE360（2022年3月4日、両国国技館）※配信ライブ

## 出演

### ラジオ
- Idobata Now（2015年 - 、レインボータウンFM） - 第3週レギュラーMC

### テレビ
- musicる TV（2019年1月 - 3月、テレビ朝日系列） - 「トップライナーをさがせ!」企画に出演

### インターネットテレビ
- MUSIC にゅっと。（2014年 - 2015年、NOTTV） - 「ココでミラクル!」コーナー出演

### CM
- マックハウス Navy Store Web CM（2014年）

### 舞台
- 爆走おとな小学生『勇者セイヤンの物語(仮)』（2015年9月13日、千本桜ホール） - プリンアラモード 役